# Aspasia Island
Aspasia Island ist eine mit Tussock bewachsene Insel im Archipel Südgeorgiens im Südatlantik. Sie liegt südlich des Aspasia Point.
Das UK Antarctic Place-Names Committee benannte sie 2009 in Anlehnung an die Benennung der gleichnamigen Landspitze. Deren Namensgeber ist die Korvette Aspasia, mit der der deutschstämmige Handelsreisende Edmund Fanning zwischen 1800 und 1801 57.000 Robbenfelle aus Südgeorgien abtransportiert hatte.